# مارغريت هيكس (رسامة)
مارغريت هيكس (بالإنجليزية: Margaret Hicks)‏ هي رسامة أمريكية، ولدت في 28 سبتمبر 1923، وتوفيت في 3 أغسطس 2006.